# Communauté de communes des Monts du Pilat

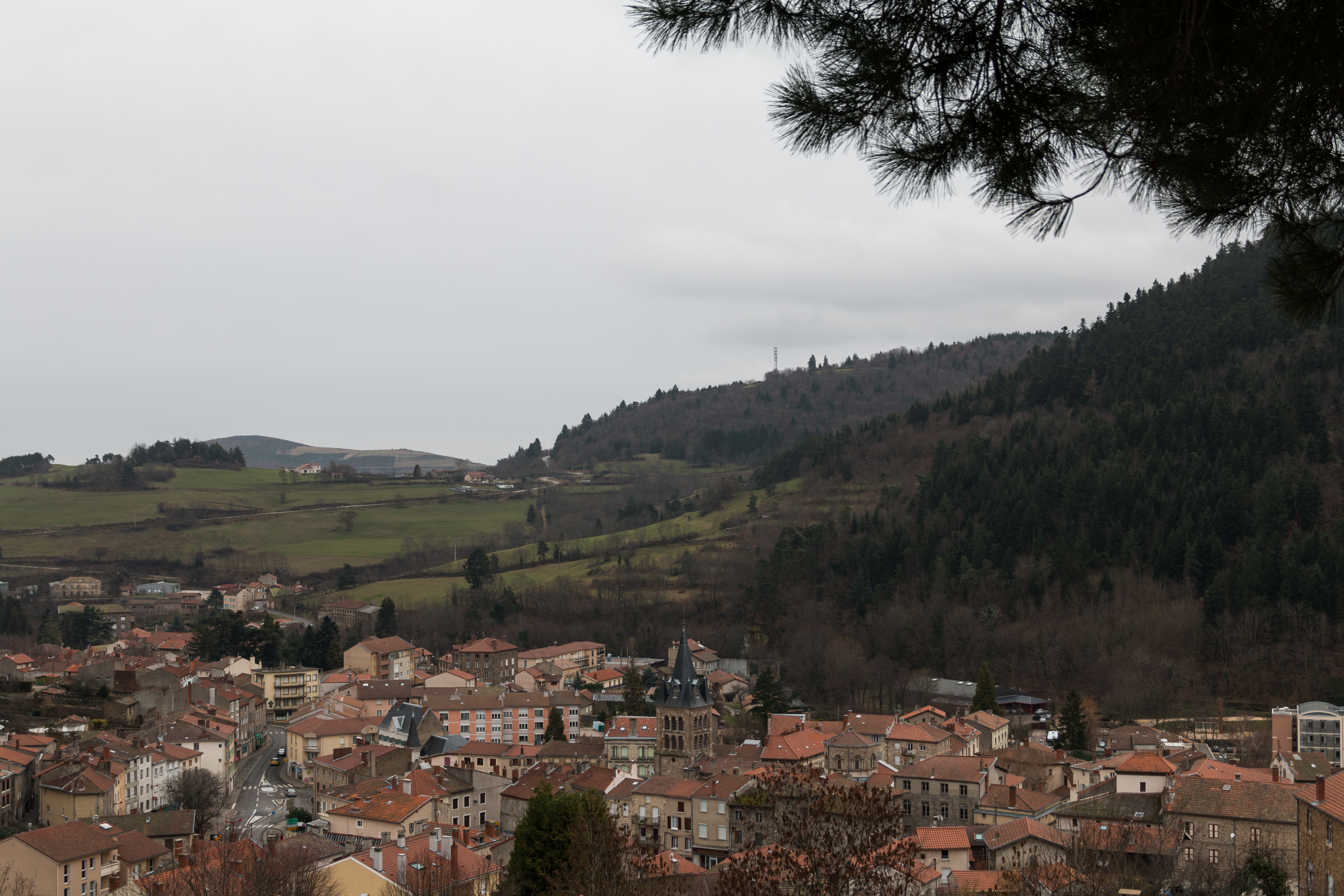
Der Hauptort Bourg-Argental

Die Communauté de communes des Monts du Pilat ist ein französischer Gemeindeverband mit Rechtsform einer Communauté de communes im Département Loire, dessen Verwaltungssitz sich in dem Ort Bourg-Argental befindet.
Er liegt an der Südspitze des Départements und umfasst einen großen Teil des Mont Pilat, ein bis auf 1428 m reichendes Gebirge, das die Täler von Rhone und Loire trennt. Die angeschlossenen Gemeinden sind Teil des Regionalen Naturparks Pilat. Der Ende 1993 gegründete Gemeindeverband besteht aus 16 Gemeinden auf einer Fläche von 306,79 km², Präsident des Gemeindeverbandes ist Stéphane Heyraud.

## Aufgaben
Zu den vorgeschriebenen Kompetenzen gehören die Entwicklung und Förderung wirtschaftlicher Aktivitäten und des Tourismus sowie die Raumplanung auf Basis eines Schéma de Cohérence Territoriale. Der Gemeindeverband bestimmt die Wohnungsbaupolitik und betreibt die Müllentsorgung und die Straßenmeisterei. Zusätzlich fördert der Verband Kultur- und Sportveranstaltungen.

## Mitgliedsgemeinden
Folgende 16 Gemeinden gehören der Communauté de communes des Monts du Pilat an:
| Gemeinde                                  | Einwohner 1. Januar 2022 | Fläche km² | Dichte Einw./km² | Code INSEE | Postleitzahl |
| ----------------------------------------- | ------------------------ | ---------- | ---------------- | ---------- | ------------ |
| Bourg-Argental                            | 2.920                    | 20,15      | 145              | 42023      | 42220        |
| Burdignes                                 | 409                      | 30,81      | 13               | 42028      | 42220        |
| Colombier                                 | 295                      | 17,86      | 17               | 42067      | 42220        |
| Graix                                     | 134                      | 8,58       | 16               | 42101      | 42220        |
| Jonzieux                                  | 1.229                    | 10,32      | 119              | 42115      | 42660        |
| La Versanne                               | 386                      | 15,13      | 26               | 42329      | 42220        |
| Le Bessat                                 | 525                      | 10,06      | 52               | 42017      | 42660        |
| Marlhes                                   | 1.338                    | 32,60      | 41               | 42139      | 42660        |
| Planfoy                                   | 1.072                    | 12,27      | 87               | 42172      | 42660        |
| Saint-Genest-Malifaux                     | 2.912                    | 47,08      | 62               | 42224      | 42660        |
| Saint-Julien-Molin-Molette                | 1.143                    | 9,45       | 121              | 42246      | 42220        |
| Saint-Romain-les-Atheux                   | 949                      | 14,68      | 65               | 42286      | 42660        |
| Saint-Régis-du-Coin                       | 416                      | 20,40      | 20               | 42280      | 42660        |
| Saint-Sauveur-en-Rue                      | 1.083                    | 30,26      | 36               | 42287      | 42220        |
| Tarentaise                                | 509                      | 12,57      | 40               | 42306      | 42660        |
| Thélis-la-Combe                           | 143                      | 14,57      | 10               | 42310      | 42220        |
| Communauté de communes des Monts du Pilat | 15.463                   | 306,79     | 50               | –          | –            |